# Одзала
Одза́ла — национальный парк и биосферный резерват в Республике Конго.

## Физико-географическая характеристика
Парк расположен на северо-западе страны в 30 км от границы с Габоном. В южной части парка на высоте 500—600 метров над уровнем моря находится плато. На территории парка расположено озеро Моба, и несколько сухих озёр.
В базе данных всемирной сети биосферных резерватов указаны следующие границы резервата: 0°35' to 1°05’N; 14°40' to 15°05’E, общая площадь составляет 1100 км² и не разделена на зоны. В то же время площадь национального парка составляет 13 546км².

## Флора и фауна
Национальный парк Одзала находится в южной части лесного массива, протянувшегося от Габона до Демократической Республики Конго. В южной части растительный мир представляет смесь хвойного леса и саванны, в то время как для севера характерен сплошной лес. Большая же часть территории парка покрыта болотистыми лесами. Основные виды: сипо (Entandrophragma utile), Entandrophragma candollei, сапеле (Entandrophragma cylindricum), Марантовые, Hymenocardia acida, Annona arenaria, Hyparrhenia diplandra.
В парке водятся такие крупные млекопитающие как саванный слон, красный буйвол, бонго, западная горилла, обыкновенный шимпанзе, лев, леопард, пятнистая гиена, большая лесная свинья.
На территории парка обитает 440 видов птиц, 330 из которых гнездятся и выводят потомство. К редким видам относятся лесной удод, рыжегрудый пестробрюхий рогоклюв, Lobotos oriolinus, бурощёкая пеночка, черногорлый апалис, темноспинная цистикола и желтошапочный ткач. Кроме того, на территории парка обитают африканская лесная зарянка, степная пустельга, степная тиркушка, дупель, а также два вида, характерных для Замбези (Hirundo rufigula и красноухая сильвиетта).

## Взаимодействие с человеком
Национальный парк был создан в 1935 году и занимал в то время 1266 км². Природоохранная территория включала также ваунистический резерват Lékoli-Pandaka (Lékoli-Pandaka Faunal Reserve) площадью 682 км² и охотничий резерват Мбоко (Mboko Hunting Reserve) площадью 900 км², расположенные южнее парка. Обширные леса, расположенные севернее, восточнее и западнее парка, были присоединены к нему в 2001 году.
На территории биосферного резервата нет населённых пунктов. Вместе с тем, этнические группы Mboko, Bakota и Mongombo живут в непосредственной близости от резервата. В основном люди занимаются сельским хозяйством, выращивают маниок, кукурузу, бананы, сахарный тростник. .